# Aphanes pusilla
Aphanes pusilla är en rosväxtart som beskrevs av Auguste Nicolas Pomel och Batt. et Trab.. Aphanes pusilla ingår i släktet jungfrukammar, och familjen rosväxter. Inga underarter finns listade i Catalogue of Life.